# Zonorhynchus tvaerminnensis
Zonorhynchus tvaerminnensis är en plattmaskart som beskrevs av Karling TG 1931. Zonorhynchus tvaerminnensis ingår i släktet Zonorhynchus och familjen Cicerinidae. Arten är reproducerande i Sverige. Inga underarter finns listade i Catalogue of Life.